# Смугаста котяча акула витончена
Смугаста котяча акула витончена (Proscyllium habereri) — акула з роду Смугаста котяча акула родини Смугасті котячі акули.

## Опис
Загальна довжина досягає 65 см середній розмір досягає 50 см. Голова коротка, сплощена. Морда округла. Очі великі з мигальною перетинкою. За ними розташовані невеличкі бризкальця. Носові клапани відносно великі й майже досягають рота. Губна борозна дуже коротка. Рот має характерну V-подібну форму. зуби дрібні з гострими верхівками. З боків щелеп зуби гребенеподібні. У неї 5 пар коротких зябрових щілин. Тулуб стрункий, подовжений. Грудні плавці широкі, округлі на кінці. Має 2 однакових спинних плавця. Перший спинний плавець розташовано позаду грудних плавці, задні — дещо позаду анального. Хвостовий плавець довгий, вузький, гетероцеркальний, верхня лопать більш розвинена ніж нижня.
Забарвлення спини та боків кремово-світло-коричневе з різною інтенсивністю в залежності від місця мешкання. Черево має білий колір. По всьому тілу розкидані численні темні плями різних розмірів. Іноді присутні слабко виражені сідлоподібні плями на спині та дрібні білі цяточки.

## Спосіб життя
Тримається на глибині 50-100 м. Переважно полює біля дна, зрідка підіймається до поверхні. Живиться дрібною костистою рибою, ракоподібними, головоногими молюсками, перш за все восьминогами.
Це яйцекладна акула. Самиця відкладає 2-3 яйця. Стосовно процесу парування й розмноження немає відомостей.
Не є об'єктом промислового вилову. Для людини небезпеки не становить.

## Розповсюдження
Мешкає від узбережжя південної Японії до північного В'єтнаму, а також окремим ареалом біля островів Суматра і Ява.